# C'era una volta (film 2008)
C'era una volta (Era uma vez...) è un film del 2008, diretto da Breno Silveira.
Il film racconta una storia d'amore apparentemente impossibile nel Brasile di oggi, violento e segnato da profondissime divisioni sociali.

## Trama
Nella favela di Cantagalo a Rio de Janeiro Dé ha visto uccidere il fratello Beto da un piccolo spacciatore locale, Lattefreddo, e per vendicarlo ruba una pistola finendo per causare l'arresto del fratello maggiore Carlone.
Dieci anni più tardi Dé lavora in un chiosco sulla spiaggia di Ipanema. Si innamora di Nina, una ragazza che abita nel lussuoso palazzo che si trova proprio di fronte al suo chiosco. Una sera assiste ad una violenta lite tra Nina e il suo ragazzo che la lascia. Dé, vedendola scossa la segue e la protegge da una possibile aggressione da parte di alcuni balordi. In seguito cerca di farsi notare dalla ragazza fin quando una sera sulla spiaggia lei gli dà un bacio. Subito dopo però scopre che lui si è presentato per quello che non è e lo lascia.
Da quel momento però comincerà a notare quel ragazzo che prima ignorava e sarà lei a volerlo ricontattare. I due cominciano a frequentarsi e ad amarsi. Lei entra per la prima volta in una favela ma poi deve fare i conti con il padre che dapprima li osteggia poi accetta Dé, nonostante la sua estrazione, per l'amore verso la figlia cui è legatissimo.
Un giorno Carlone si ripresenta a Dé che ovviamente è felicissimo di rivederlo. Questo finché non capisce quanto il fratello sia cambiato. Carlone, pesantemente vessato in carcere, ha reagito addirittura uccidendo un uomo. La sua pena si è dunque inasprita ed ora è fuori da evaso e, intenzionato a vendicare Beto, uccide e rimpiazza Lattefreddo, diventando il nuovo boss della favela.
Dé è sconvolto ma non può frenare Carlone che si atteggia a boss benefattore ma in realtà ha il problema di risarcire chi l'aveva aiutato ad evadere.
Nina sostiene Dé in tutto ma la situazione, ormai pesantissima, convince entrambi a scappare nel nord-est per rifarsi una vita lontana dalle beghe e dai pregiudizi che li stanno schiacciando.
Disobbedendo al padre, Nina si reca nella favela per partecipare all'ultima festa prima dell'addio. La ragazza però viene rapita e quando Dé va a chiedere aiuto al fratello scopre che è proprio lui ad averla sequestrata con l'intento di ricavare i soldi necessari per evitare il suo tracollo. Dé non accetta scuse e dopo aver liberato Nina ha una colluttazione con Carlone che, gravemente ferito, lo lascia comunque scappare.
Intanto per i media è stato Dé a rapire Nina così per i due che vogliono fuggire diventa un'impresa anche solo raggiungere il chiosco sulla spiaggia per recuperare i soldi necessari per scappare. Accerchiati dalla polizia, Dé temendo di venire ucciso decide di uscire allo scoperto fingendo di minacciare Nina per poi arrendersi. Ma appena libera la ragazza parte un colpo che lo colpisce in pieno petto. Nina, disperata, reagisce puntando l'arma verso i poliziotti sparando all'impazzata, determinando l'immediata reazione di questi che la freddano lasciandola a terra, accanto al suo amore "impossibile".

## Produzione
Prima dei titoli di coda viene spiegato come il film, attraverso una storia di fantasia, abbia l'intento di porre attenzione su realtà come quelle della favela di Cantagalo segnate dalla povertà e dalla violenza, nelle quali sono rari gli esempi di emancipazione. Uno di questi riguarda l'attore Thiago Martins, il protagonista e il promotore della realizzazione di questo film.
Avrebbe dovuto essere il primo film di Bruno Silveira ma ottenne finanziamenti solo dopo il successo di 2 Filhos de Francisco del 2005.